# エジプト航空804便墜落事故
エジプト航空804便墜落事故（エジプトこうくう804びんついらくじこ）は、2016年5月19日に発生した航空事故である。フランスのパリからエジプトのカイロへ向かっていたエジプト航空804便が地中海に墜落し、乗員乗客66人全員が死亡した。

## 機体
当該機はエアバスA320-232（機体記号：SU-GCC、製造番号：2088）で、2003年7月25日に初飛行し、2003年11月3日にエジプト航空に引き渡された。

## 経過
804便は5月18日の現地時間午後11時9分にパリ＝シャルル・ド・ゴール空港を離陸した。その後、午前2時30分にエジプト沿岸から約280km北の地中海上空37,000フィートを飛行中にレーダーから消失した。当時、天候は良好であった。
カイロには午前3時15分頃に到着予定であった。当初、失踪から約2時間後の午前4時26分にエジプト軍が航空機に搭載されている無線機から発信された遭難信号を受信したとも報じられたが、エジプト軍やエジプト当局は報道を否定した。
5月19日、ギリシャのパノス・カンメノス国防相は事故機はまず左に90度、そして右に360度旋回し、高度37,000フィート (11,000 m)から15,000フィート (4,600 m)まで急降下したと述べた。しかし5月23日、エジプト国営航空管制当局の責任者は事故機は失踪するまで高度37,000フィートを維持しており、異常な動きはなかったと述べた。エジプトのレーダーは事故機から遠く離れており、ギリシャのレーダーと同じ精度で追跡できなかったためとの見方もある。6月14日、エジプト当局はギリシャ当局の声明を認めた。元調査官によると、最初の左旋回の際に機体の構造限界を超えていた可能性がある。

## 乗客乗員
| 国籍                             | 搭乗者数 |
| -------------------------------- | -------- |
| アルジェリア                     | 1        |
| ベルギー                         | 1        |
| カナダ                           | 1        |
| チャド                           | 1        |
| エジプト                         | 30       |
| フランス                         | 15       |
| イラク                           | 2        |
| クウェート                       | 1        |
| ポルトガル                       | 1        |
| サウジアラビア                   | 1        |
| スーダン                         | 1        |
| イギリス/ · オーストラリア       | 1        |
| 乗員                             | 10       |
| 一部の乗客は二重国籍者であった。 |          |

804便には12か国から66人の乗客が搭乗しており、うち1人は子供、2人は乳幼児であった。二重国籍者が数名搭乗していたため、当初69人が搭乗していたとも報道された。
また、804便には10人の乗員が搭乗しており、うち3人は航空保安要員であった。エジプト航空によると、機長の飛行時間は6,275時間で、うちA320では2,101時間飛行していた。また、副操縦士の飛行時間は2,766時間だった。

## 捜索

### 捜索開始

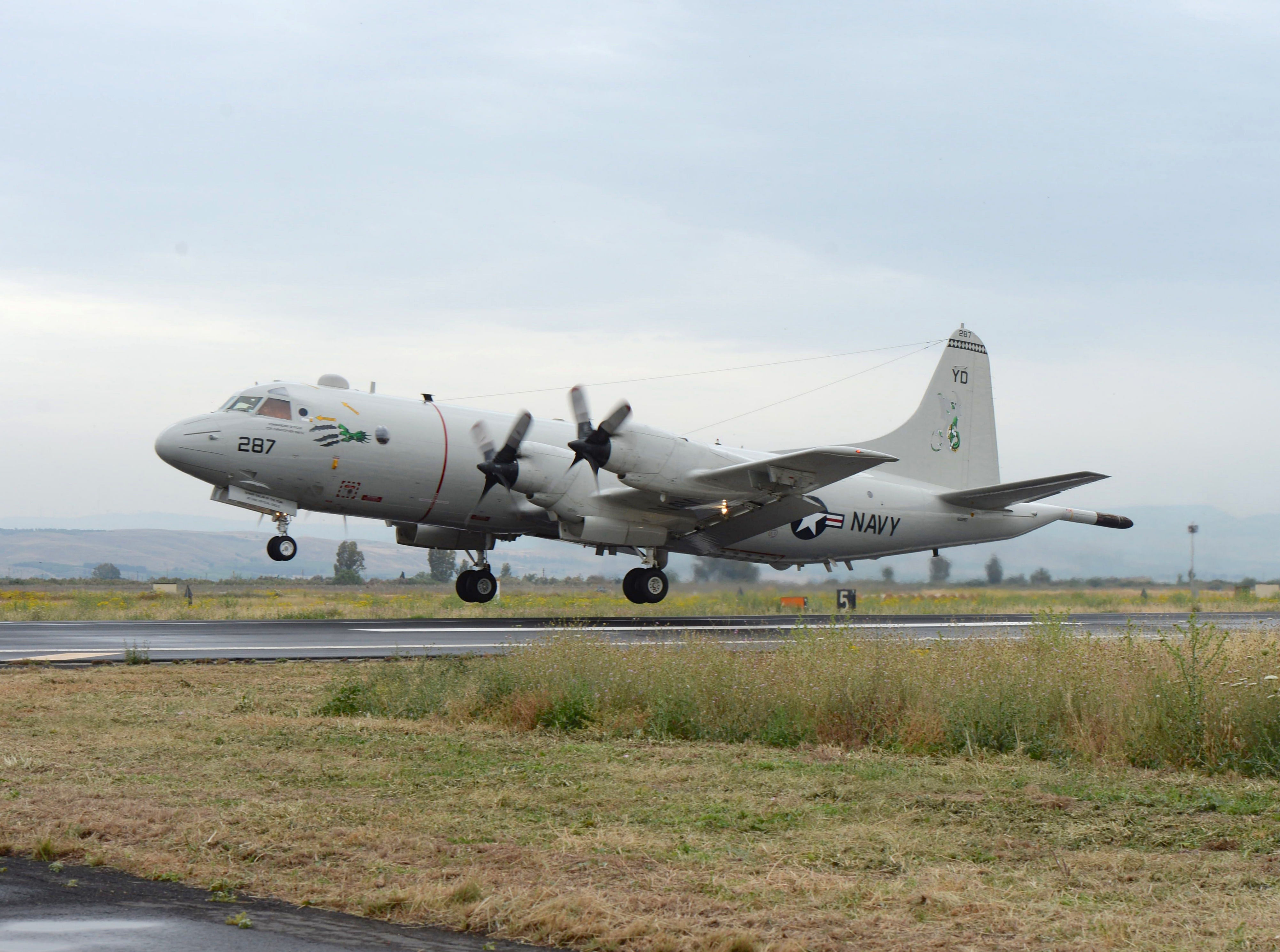
シゴネラ海軍基地（シチリア）から離陸するアメリカ海軍のP-3C、5月19日撮影

エジプト民間航空省は失踪機の捜索が行われていると述べた。エジプト軍はギリシャと協力して捜索を行っている。エジプト民間航空省のスポークスマンは、当該機は海面に墜落した可能性が最も高いと述べた。ギリシャはC-130と早期警戒機EMB-145-Hを1機、そしてエリ級フリゲート「ニケフォロス・フォカス」 (Nikiforos Fokas) を派遣した。フランスもファルコンを派遣したほか、艦船を派遣する用意ができているとも語った。イギリスはベイ型補助揚陸艦「ライムベイ」を派遣した。アメリカ合衆国はアメリカ海軍所属のP-3Cを1機派遣した。
5月19日、フランス海軍海軍航空隊第24F海軍航空隊所属のダッソー ファルコン 50が1機派遣された。

### 捜索範囲
5月20日、エジプト海軍がエジプト・アレクサンドリアの北290キロメートル (180 mi)で座席を含む航空機の残骸の一部や遺体の一部、乗客の荷物などを発見したと発表した。週末にはアメリカ海軍のP-3Cが2か所で残骸の一部などを発見し、一方は半径3海里 (5.6 km; 3.5 mi)の範囲に散乱していた。当時、捜索範囲は約5,300平方マイル (14,000 km2)であった。
5月20日、欧州宇宙機関は前日の16時 (UTC) に Sentinel-1A が撮影した画像から、北緯33度32分 東経29度13分 / 北緯33.533度 東経29.217度の地点で約2kmにわたって油膜を検出したと発表した。この地点は804便が最後に確認された位置から約40km南東に離れていた。
5月26日、航空機用救命無線機から送信された遭難信号を衛星が受信していたと報道された。これにより捜索範囲が半径5kmになった。なお、ブラックボックスから発信される信号とは異なる。アメリカ海洋大気庁の職員は失踪から数分後には衛星が遭難信号を受信していたとも述べた。5月19日時点で、失踪から2時間後には航空機用救命無線機から発信されたと思われる遭難信号が受信されていたという報道もあったが、エジプト航空側は否定した。
6月上旬、2つあるうちの1つのブラックボックスのアンダーウォーター・ロケーター・ビーコンから発信された「ピン」 ("pings") を探知したことにより、ブラックボックスの捜索範囲は半径2kmになった。
6月15日、調査船「ジョン・レスブリッジ」 (John Lethbridge) で残骸がある複数の主要位置を特定したと発表した。7月9日、エジプト政府は「ジョン・レスブリッジ」による遺体の回収作業を延長すると発表した。7月16日、「ジョン・レスブリッジ」は全ての遺体を回収し、アレクサンドリア港に戻った。アレクサンドリアに到着後、DNA分析などのため遺体はカイロに運ばれた。

### ブラックボックス
5月22日、エジプト石油省の無人潜水機 (ROV) が捜索に加わった。アブドルファッターフ・アッ＝シーシー大統領はこのROVは水深3,000mでの運用ができると述べた。エジプト民間航空省の主任調査官アイマン・アル＝モカデム (Ayman al-Moqadem) によると、このROVはブラックボックスから発信された信号を探知できない。
5月23日、ブラックボックスから発信された信号を探知できるソナーを搭載したフランス海軍所属のデスティエンヌ・ドルヴ級通報艦「アンセーニュ・ド・ヴェソ・ジャクベ」が現場に到着した。「アンセーニュ・ド・ヴェソ・ジャクベ」は最大潜航深度1,000mのROVも搭載しており、このROVはブラックボックスから発信された信号を探知できる。
5月26日、エジプト当局はフランスやイタリアの企業にブラックボックスの捜索への協力を依頼した。水深3,000mで捜索を実施できることを条件とし、その中にはALSEAMARやモーリシャスに拠点を置くディープ・オーシャン・サーチ (Deep Ocean Search) も含まれていた。
フランス航空事故調査局 (BEA) によると、5月27日にフランス海軍所属の測量艦「ラプラス」 (Laplace) がコルシカ島のポルト＝ヴェッキオ港を出港し捜索現場へ向かった。「ラプラス」はブラックボックスから発信された信号を探知できるALSEAMARの曳航式ソナー（探知距離4-5km）を3つ搭載していた。6月1日、エジプト民間航空省は「ラプラス」がいずれかのブラックボックスのアンダーウォーター・ロケーター・ビーコンから発信された「ピン」を探知したと報告した。BEAのレミ・ジュティ (Remi Jouty) はこれにより重点的に捜索すべき範囲が判明したと述べた。
エジプト当局はディープ・オーシャン・サーチの調査船「ジョン・レスブリッジ」を借りる契約を結んだ。「ジョン・レスブリッジ」は最大潜航深度6,000mのROVを搭載しており、海底地形図の作成などができる。「ジョン・レスブリッジ」は5月28日にアイリッシュ海を出発し、エジプトのアレクサンドリア港でエジプトおよびフランスの調査官を乗せ、6月9日頃に捜索現場に到着する予定であった。実際にはアレクサンドリアには6月9日に到着し、捜索現場には6月12日に到着した。6月13日、エジプトの事故調査委員会はブラックボックスからの信号が6月24日以降は途絶えるかもしれないと述べた。
6月16日、エジプト当局は「ジョン・レスブリッジ」が水深13,000フィート（約4,000m）でコックピット・ボイス・レコーダー (CVR) を発見したと述べた。CVRは損傷していたがメモリーユニットは無傷で回収され、アレクサンドリアで調査官に引き渡した後、解析のためカイロに移送された。翌6月17日、「ジョン・レスブリッジ」がフライト・データ・レコーダー (FDR) を回収したと発表された。FDRは激しく損傷しており、メモリーユニットを回収したが、エジプト当局は解析を行う前にブラックボックスの修理が必要であると述べた。
6月19日、エジプトの事故調査委員会はエジプト軍の施設でCVRとFDRから無傷で回収されたメモリーユニットの乾燥を完了し、メモリーユニットの電気検査を開始したと述べた。 
6月21日、事故調査に当たった職員はCNNにブラックボックスから回収したメモリーチップは2つとも損傷していたと伝えた。ブラックボックスからデータを引き出すことができなかったため、6月23日、エジプトの事故調査委員会はメモリーチップに堆積した塩分を除去するためブラックボックスをフランスのBEAに送ったと述べた。 
6月27日、エジプト当局はFDRがBEAの研究所で修理され解析のためカイロに送られたと述べた。同日、パリ検察のスポークスマンはAP通信に、テロを示す証拠はないため事故の予備調査が開始されると述べた。また、検察当局は過失致死の疑いで捜査を開始したと述べた。7月2日には、CVRが修理されカイロに送られたと発表された。

## 事故調査
2017年5月7日、フランス当局は、犠牲者の遺体から爆発物の痕跡は発見されなかったと発表した。
2018年7月6日、BEAは、コックピットで急速に火災が広がった可能性が高いと発表した。
2022年4月、イタリアの新聞「コリエーレ・デラ・セラ」が、入手した航空専門家が作成した134ページの報告書の内容を明らかにした。それによると、墜落の原因は操縦室で乗務員が吸っていたタバコが、非常用の酸素供給マスクから漏れた酸素に不注意で引火し、コックピット内で火災が発生したことだった。2016年当時コックピット内での喫煙は禁止されていなかった。